# Dionisio Gallino
Dionisio Gallino (all'anagrafe Dionisio Romolo Gallino) (Mignanego, 15 giugno 1895 – Genova, 3 maggio 1977) è stato un calciatore italiano, di ruolo difensore.

## Carriera
Con la Rivarolese disputa 3 partite nel campionato di Prima Categoria 1921-1922 e 10 gare nel campionato di Prima Divisione 1922-1923. Resta in forza alla Rivarolese, senza altre presenze in prima squadra, fino al 1927